# Mudibetta Kaval, Channarayapatna
Mudibetta Kaval là một làng thuộc tehsil Channarayapatna, huyện Hassan, bang Karnataka, Ấn Độ.